# Банияс (река, впадает в Средиземное море)
Банияс (Нахр-Баниас, в верховьях Вади-Айн-Сакбин; араб. نهر بانياس‎) — река в мухафазе Тартус, Сирия.
Начинается у поселения Фнайти. Течёт на запад. У поселения Эз-Зауба меняет направление на юго-западное и впадает в Средиземное море в черте города Банияс.
Течёт в ущелье, южные склоны которого густо покрыты растительностью. На своём протяжении принимает несколько притоков, в основном, правых.
В городе Баниясе через реку перекинуто три автомобильных моста.
Водосборный бассейн Банияса граничит с бассейном реки Нахр-Маркия и реки Нахр-Джаам.